# Приладова швидкість
Приладова швидкість — умовна величина, яку зазвичай показує покажчик швидкості, і яка відповідає повітряній швидкості польоту, розрахованій по динамічному тиску в припущенні, що Щільність і Температура повітря на всіх висотах однакова. Таким чином, кожному значенню приладової швидкості відповідає певне значення швидкісного напору.
Динамічний тиск дорівнює різниці між повним і статичним тиском, які надходять по трубках з приймача повітряного тиску.